# Mithion dakarensis
Mithion dakarensis är en spindelart som beskrevs av Berland, Millot 1941. Mithion dakarensis ingår i släktet Mithion och familjen hoppspindlar. Inga underarter finns listade i Catalogue of Life.